# Q
A Q a https://hu.m.wikipedia.org/wiki/Q 17., a magyar ábécé 29. betűje. Számítógépes használatban az ASCII kódjai: nagybetű – 81, kisbetű – 113.

## Hangértéke
Eredetileg, a régi latin nyelvben a veláris vagy mély k hangot jelölte, amelyet o és u előtt ejtettek (s máig használják az eredetileg nem latin betűs nyelvek ezen hangjának jelölésére, illetve átírására), később már csak u előtt írták a ku vagy kw (k és félhangzós u) hangcsoport jelölésére. Ez utóbbi minőségben vette át a legtöbb nyelv.
- A qu a magyarban csak idegen szavakban használatos a magyarosított kv hangértékkel.
- A qu az újlatin nyelvek közül az olaszban mindig, a portugálban és a katalánban általában csak a, o előtt, a [kw] hangot jelöli (a portugálban és a katalánban e, i előtt általában csak k-t); a spanyolban csak a que, qui csoportokban használják, amelyek kiejtése ke, ki (más esetben a [kw] hangot ma már cu-val írják át); a franciában minden helyzetben k-nak ejtik.
- A q az albánban – a fentiektől eltérően – a magyar ty hangot jelöli.

## Jelentése

### Fizika
- q: a mennyiség jele
- q: a mázsa jele
- Q: az ionizáló sugárzás relatív biológiai hatékonyságának jele sugárdózis vizsgálatakor
- Q: az elektromos töltés jele
- Q: a Hő vagy hőmennyiség jele

### Kémia
- Q: a fehérjékben a szén oldalláncokat jelöli

### Közgazdaságtan
- q, Q: a – megtermelt, elfogyasztott, piacon lévő – mennyiség jele

### Matematika
- Q: a racionális számok halmazának jele, általában a szárát megvastagítva használják (ℚ). A Q* pedig az irracionális számok halmazának a jele.

### Egyéb
- Q: a vízhozam jele
- Q: Katar nemzetközi autójelzése
- Q: A Jézus mondásait tartalmazó 1. századi (feltételezett) gyűjtemény elnevezése

Q-val kezdődő betűkapcsolatok a magyar nyelvben csak külföldi eredetű szavak elején fordulnak elő.